# عالم تشارترد
عالم تشارترد (CSci) هو مؤهل مهني في المملكة المتحدة والذي يمنحه مجلس العلوم من خلال المنظمات الأعضاء المرخصة.

## نبذة
العلماء المعتمدون هم علماء محترفون يمارسون العلوم على المستوى المهني الكامل وهم أفراد تشكل لهم المعرفة العلمية أو الممارسة على هذا المستوى عنصراً أساسياً في دورهم والمعيار المطلوب لتسجيل عالم تشارترد هو مؤهل علمي على مستوى الماجستير (أو ما يعادلها) مع أربع سنوات من الخبرة في الدراسات العليا.
وتلتزم هيئة التسجيل التابعة لمجلس العلوم بمعايير تسمية «عالم تشارترد» والتي ينتخب أعضاؤها ممثلين من الهيئات المرخَّص لها ، كما يتم تعيين خبراء من مجالات أخرى.